# Ciało uporządkowane
Ciało uporządkowane – ciało {\displaystyle K,} w którym wyróżniony jest podzbiór {\displaystyle D} elementów dodatnich o następujących własnościach:
1. zbiór {\displaystyle K} jest sumą trzech zbiorów rozłącznych: {\displaystyle K=-D\cup \{0\}\cup D,}
2. zbiór {\displaystyle D} jest zamknięty ze względu na dodawanie: {\displaystyle D+D\subset D,}
3. zbiór {\displaystyle D} jest zamknięty ze względu na mnożenie: {\displaystyle D\cdot D\subset D,}

gdzie {\displaystyle -D=\{-x:x\in D\},} {\displaystyle D+D=\{x+y:x,y\in D\}} oraz {\displaystyle D\cdot D=\{x\cdot y:x,y\in D\}}.
Można to wypowiedzieć tak: ciało uporządkowane, to takie ciało, w którym jest określona własność bycia elementem dodatnim (większym od zera, oznaczana przez > 0) o następujących własnościach:
1. Dla każdego {\displaystyle a\in K} ma miejsce jedna z trzech zależności: {\displaystyle a=0,\,a>0,\,-a>0}
2. Jeśli {\displaystyle a>0} i {\displaystyle b>0,} to {\displaystyle a+b>0}
3. Jeśli {\displaystyle a>0} i {\displaystyle b>0,} to {\displaystyle a\cdot b} >0[3].

- zapis {\displaystyle a>0} oznacza, że {\displaystyle a\in D}[4], a zapis {\displaystyle -a>0} oznacza, że {\displaystyle a\in -D}[5].
- zapis {\displaystyle a>b} oznacza, że {\displaystyle a-b>0}[6].

## Własności
- Dla każdych dwóch elementów {\displaystyle a,b\in K} albo {\displaystyle a=b,} albo {\displaystyle a>b,} albo {\displaystyle b>a.} Zatem relacja > porządkuje liniowo ciało {\displaystyle K.}
- Jeśli {\displaystyle a>0} i {\displaystyle b<0,} to {\displaystyle ab<0.}

Dowód: {\displaystyle a>0} i {\displaystyle -b>0,} to {\displaystyle -ab>0,} czyli {\displaystyle -(ab)>0} a stąd {\displaystyle ab<0.}
- Jeśli {\displaystyle c>0} i {\displaystyle a>b,} to {\displaystyle ac>bc.}

Dowód: {\displaystyle ac-bc=(a-b)c>0.} Dlatego {\displaystyle ac>bc.}
- Jeśli {\displaystyle ac>bc} i {\displaystyle c>0,} to {\displaystyle a>b.}

Dowód: {\displaystyle a\neq b,} bo jeśli {\displaystyle a=b,} to {\displaystyle ac=bc,} co jest sprzeczne z założeniem. Jeśli {\displaystyle b>a,} to {\displaystyle bc>ac,} co jest sprzeczne z założeniem. Dlatego {\displaystyle a>b.}
- Jeśli {\displaystyle c<0} i {\displaystyle a>b,} to {\displaystyle ac<bc.}
- Dla każdego niezerowego elementu {\displaystyle a} ciała {\displaystyle K} zachodzi nierówność {\displaystyle a^{2}=a\cdot a>0.} W szczególności {\displaystyle 1^{2}=1>0.}
- {\displaystyle n=\underbrace {1+\ldots +1} _{n{\text{ razy}}}>0,} czyli ciało uporządkowane musi być ciałem o charakterystyce 0.
- Jeśli {\displaystyle a>0,} to {\displaystyle a^{-1}>0.}

Dowód: {\displaystyle a\cdot a^{-1}=1>0} i dlatego {\displaystyle a^{-1}>0.}
- Jeśli {\displaystyle bc>0,} to {\displaystyle {\frac {b}{c}}>0.}

Dowód: {\displaystyle {\frac {b}{c}}={\frac {bc}{c^{2}}}=bc{\frac {1}{c^{2}}}>0}

## Przykłady
- Istnieje nieprzemienne ciało uporządkowane[7].
- Naturalnymi przykładami ciał uporządkowanych są ciała liczb wymiernych i rzeczywistych.
- Przykłady ciał, które nie mogą być ciałami uporządkowanymi:
  - ciało liczb zespolonych, Dowód: gdyby było ciałem uporządkowanym, to dla niezerowego {\displaystyle a} znaki liczb {\displaystyle a} oraz {\displaystyle a^{-1}} byłyby identyczne. Tymczasem {\displaystyle i^{-1}=-i.}
  - dowolne ciało skończone.

### Ciała archimedesowe
W każdym ciele {\displaystyle K} charakterystyki 0 zanurzony jest pierścień liczb całkowitych {\displaystyle \mathbb {Z} =\{n:n=\underbrace {1+\ldots +1} _{n{\text{ razy}}}\}.} Ciało uporządkowane jest ciałem charakterystyki 0. Ciało uporządkowane nazywamy ciałem archimedesowym, jeśli dla każdego elementu {\displaystyle a\in K} istnieje taka liczba całkowita {\displaystyle n,} że {\displaystyle a<n}.
- Każde ciało archimedesowe jest podciałem ciała liczb rzeczywistych {\displaystyle \mathbb {R} } z naturalnym uporządkowaniem. W szczególności jest ono przemienne[9].
- Ciało liczb rzeczywistych {\displaystyle \mathbb {R} } może być uporządkowane tylko w jeden sposób[9].